# Коммунистическая организация 19 мая
Коммунистическая организация 19 мая (англ. May 19th Communist Organization), также известная как Коммунистическая коалиция 19 мая (англ. May 19 Communist Coalition) — североамериканская леворадикальная организация, созданной группой, отколовшейся от Уэзерменов.

## История
Первоначально группа являлась Нью-Йоркским отделением «Prairie Fire Organizing Committee», организации, которая стремилась легальными средствами распространять идеи уэезерменов. Своё название группа получила от даты дней рождения Хо Ши Мина и Малкольма Икса. КО19М действовала в период с 1978 по 1985 гг. Включала как Уэзерменов, так и темнокожих революционеров — выходцев из Чёрной армии освобождения, Чёрных пантер и Республики Новая Африка.
В 1981 году члены организации Кэти Будин, Джудит Эллис Кларк и Дэвид Гилберт совместно с бойцами Чёрной армии освобождения совершили ограбление бронированной машины Бринкс в Нануэт Моле, недалеко от Наяка, штат Нью-Йорк. Во время ареста Будин была опознана как член КК19М.
В период с 1982 по 1985 группе группировке была приписана серия взрывов, включая нападения на Национальный военный колледж, Вашингтонский вычислительный морской центр, здание израильской фирмы Эйкрафт индастриз, Консульство ЮАР в Нью-Йорке, Вашингтонский клуб офицеров флота, Ассоциация доброжелательных полицейских Нью-Йорка и американский Капитолий.
11 мая Мэрилин Бак и Линда Эванс были арестованы агентами ФБР в Добс Фэрри, штат Нью-Йорк. Лора Уитхорн была арестована в тот же день в Балтиморе на квартире, арендованной Бак и Эванс.
К 23 мая 1985 года все члены группы были арестованы, за исключением Элизабет Дюк, которая скрывается до сих пор. На суде в 1986 году Лора Уитхорн, Тимоти Бланк, Алан Беркман, Сюзан Розенберг, Мэрилин Бак и Линда Эванс были осуждены и признаны виновными в совершении многих террористических актов по делу заговора сопротивления.
Розенберг и Бланк были осуждены на 58 лет, Беркман — на 10, Уитхорн — на 20, Эванс — 35, Бак — более 50 лет.
Уитхорн была выпущена из тюрьмы 6 августа 1999 через 14 лет после заключения.